# Walk of Life
"Walk of Life" is een nummer van de Britse rockgroep Dire Straits. Het verscheen voor het eerst op hun bestverkochte album Brothers In Arms uit 1985. Op 29 november dat jaar werd het nummer wereldwijd op single uitgebracht.

## Achtergrond
Het scheelde weinig of het nummer stond niet eens op het album. Co-producer Neil Dorfsman was tegen het nummer, maar de rest van de band wilde het nummer op het album hebben. Zodoende kwam het er toch op.
In het nummer is een simpel rock-'n-rollritme gebruikt, waarbij alleen gebruik wordt gemaakt van 3 snaren. De tekst gaat over een straatmuzikant die leeft van het spelen van oldies, zoals "Be-Bop-A-Lula" en "What'd I Say", en de waarde daarvan ("And after all the violence and double talk, there's just a song in the trouble and the strife").
Het nummer is vooral erg herkenbaar aan het gebruik van een orgel, wat in dit nummer erg veel wordt gebruikt. De melodie wordt onder andere door dit orgel bepaald. Hierdoor is het een van de meest herkenbare jarentachtig-nummers. Het nummer wordt regelmatig gebruikt als achtergrondmuziek in programma's, zoals 6pack.
Er zijn twee videoclips gemaakt voor deze plaat. Eén is speciaal gemaakt voor de VS en Canada. In die versie komen veel sportbloopers voor, onderbroken door de band die op een podium speelt. De andere clip, die speciaal gemaakt is voor thuisland het Verenigd Koninkrijk en het Europese vasteland, gaat over een straatmuzikant die gitaar speelt om geld te verdienen. Ook hierbij worden de beelden  regelmatig onderbroken door de band die op een podium speelt. In Nederland werd de videoclip destijds op televisie uitgezonden door de popprogramma's AVRO's Toppop, Countdown van Veronica en Popformule van de TROS.
De plaat werd een hit in de Verenigde Staten, Canada, Australië, Nieuw-Zeeland, Zuid-Afrika en vrijwel geheel Europa. In de VS werd de 7e positie van de Billboard Hot 100 bereikt. In Canada de 7e, Australië de 11e, Nieuw-Zeeland de 3e, Zuid-Afrika de 2e, Duitsland de 15e, Oostenrijk de 18e, Zwitserland de 24e, Ierland de nummer 1-positie en in thuisland het Verenigd Koninkrijk bereikte de plaat de 2e positie in de UK Singles Chart. 
In Nederland was de plaat op maandag 11 november 1985 de 297e AVRO's Radio en TV-Tip op Hilversum 3 en werd een hit in de destijds twee landelijke hitlijsten op de nationale publieke popzender, die vanaf 1 december 1985 hernoemd werd naar Radio 3. De plaat bereikte de 20e positie in de Nederlandse Top 40 en de 17e positie in de Nationale Hitparade. De TROS Top 50 werd niet bereikt, aangezien deze hitlijst door de TROS voor het laatst op donderdag 21 november 1985 op Hilversum 3 werd uitgezonden. In de Europese hitlijst op Hilversum 3 en vanaf donderdag 5 december 1985 op Radio 3, de TROS Europarade, bereikte de plaat de 11e positie.
In België bereikte de plaat de 32e positie in de voorloper van de Vlaamse Ultratop 50 en de 23e positie in de Vlaamse Radio 2 Top 30. In Wallonië werd géén notering behaald.
Sinds de allereerste editie in december 1999 staat de plaat onafgebroken genoteerd in de jaarlijkse NPO Radio 2 Top 2000 van de Nederlandse publieke radiozender NPO Radio 2, met als hoogste notering tot nu toe een 147e positie in 2001.

## Hitnoteringen

### NPO Radio 2 Top 2000
| Nummer met noteringen in de NPO Radio 2 Top 2000 | '99 | '00 | '01 | '02 | '03 | '04 | '05 | '06 | '07 | '08 | '09 | '10 | '11 | '12 | '13 | '14 | '15 | '16 | '17 | '18 | '19 | '20 | '21 | '22 | '23 | '24 |
| ------------------------------------------------ | --- | --- | --- | --- | --- | --- | --- | --- | --- | --- | --- | --- | --- | --- | --- | --- | --- | --- | --- | --- | --- | --- | --- | --- | --- | --- |
| Walk of Life                                     | 170 | 213 | 147 | 173 | 164 | 178 | 207 | 210 | 244 | 192 | 329 | 315 | 341 | 309 | 306 | 355 | 353 | 320 | 328 | 265 | 232 | 226 | 199 | 174 | 186 | 255 |

1. ↑  Een vetgedrukt getal geeft de hoogste notering aan.

### Evergreen Top 1000
| Evergreen Top 1000 "Walk of Life" | Evergreen Top 1000 "Walk of Life" | Evergreen Top 1000 "Walk of Life" | Evergreen Top 1000 "Walk of Life" | Evergreen Top 1000 "Walk of Life" | Evergreen Top 1000 "Walk of Life" | Evergreen Top 1000 "Walk of Life" | Evergreen Top 1000 "Walk of Life" | Evergreen Top 1000 "Walk of Life" | Evergreen Top 1000 "Walk of Life" | Evergreen Top 1000 "Walk of Life" | Evergreen Top 1000 "Walk of Life" | Evergreen Top 1000 "Walk of Life" | Evergreen Top 1000 "Walk of Life" | Evergreen Top 1000 "Walk of Life" | Evergreen Top 1000 "Walk of Life" | Evergreen Top 1000 "Walk of Life" |
| Jaar                              | 2008                              | 2009                              | 2010                              | 2011                              | 2012                              | 2013                              | 2014                              | 2015                              | 2016                              | 2017                              | 2018                              | 2019                              | 2020                              | 2021                              | 2022                              | 2023                              |
| --------------------------------- | --------------------------------- | --------------------------------- | --------------------------------- | --------------------------------- | --------------------------------- | --------------------------------- | --------------------------------- | --------------------------------- | --------------------------------- | --------------------------------- | --------------------------------- | --------------------------------- | --------------------------------- | --------------------------------- | --------------------------------- | --------------------------------- |
| Positie                           | -                                 | -                                 | -                                 | -                                 | -                                 | -                                 | -                                 | -                                 | 263                               | 370                               | 253                               | 276                               | 302                               | 397                               | 298                               | 298                               |

Mark Knopfler · John Illsley
Guy Fletcher · Alan Clark · David Knopfler · Pick Withers · Hal Lindes · Terry Williams · Jack Sonni